# Дейвид Фарланд
Дейвид Уолвъртън (по-известен като Дейвид Фарланд) е американски фентъзи писател.

## Биография и творчество
Роден е през 1957 г. в щат Орегон, САЩ. Става известен с името Дейвид Фарланд, след като неговите романи от поредицата „Повелителите на руни“ са подписани така. Това са най-известните му произведения. Преди да започне да се занимава професионално с литература Дейвид Фарланд работи на много различни длъжности, включително като охранител в затвор и като сладкар. Известно време работи като дизайнер на компютърната игра StarCraft:Broodwar.
Книгите, които Дейвид Уолвъртън издава през по-ранните си години, са с променлив успех. Истинска популярност постига с излизането на романа му „The Sum of All Men“ („Даровете всечовешки“), който е публикуван през 1998 г. С този роман се поставя началото и на поредицата „Повелителите на руни“. През следващите години от същата поредица са издадени още три романа – „Brotherhood of the Wolf“ („Вълчето братство“), „Wizardborn“ („Родена магьосница“) и „The Lair of Bones“ („Леговище от кости“), които правят Дейвид Фарланд един от най-известните фентъзи писатели.

### The Runelords (Повелителите на руните)

#### Earth King Series (Поредица за Земния крал)
- (1998) The Sum of All Men (Даровете всечовешки)
- (1999) Brotherhood of the Wolf (Вълчето братство)
- (2001) Wizardborn (Родена магьосница)
- (2003) The Lair of Bones (Леговище от кости)

#### Scions of the Earth
- (2006) Sons of the Oak (неиздадена на български език)
- (2007) Worldbinder (неиздадена на български език)
- (2008) The Wyrmling Horde (неиздадена на български език)

### Golden Queen
- The Golden Queen
- Beyond the Gate
- Lords of the Seventh Swarm

### Mummy Chronicles
- Revenge of the Scorpion King
- Heart of the Pharoah
- The Curse of the Nile
- Flight of the Phoenix

### Serpent Catch
- Serpent Catch
- Path of the Hero

### Романи
- On My Way to Paradise
- A Very Strange Trip